# PayU
PayU – operator płatności internetowych, działający jako system, który daje możliwość dokonywania oraz otrzymywania wpłat przez Internet pomiędzy osobami posiadającymi konto e-mail. PayU daje możliwość płacenia kartą kredytową lub przelewem bankowym. Odbiorca wpłaty nie musi posiadać konta bankowego, aby móc otrzymać pieniądze przez Internet.
Zasada przesyłania i odbierania pieniędzy w systemie PayU:
- rejestracja
- wpłata kwoty kartą kredytową, przelewem za pośrednictwem PayU na konto
- PayU potwierdza wpłatę, wysyłając e-mail do nadawcy i odbiorcy pieniędzy
- odbiorca, aby móc zaakceptować wpłatę i zadysponować pieniędzmi, musi być zarejestrowany w systemie PayU
- odbiorca przelewa otrzymane środki na swoje konto bankowe lub adres miejsca zamieszkania

PayU należy do międzynarodowego koncernu Naspers.